# Obi-Rajmat
La gruta de Obi-Rajmat, situada al suroeste de la cordillera Talassky Alatau en las montañas Tien Shan, cerca de la confluencia de los ríos Chatkal y Pskem y a 100 km al noreste de Taskent, Uzbekistán, y próxima a la frontera con Kirguistán, es un sitio kárstico de gran importancia paleoantropológica. Conocido por ser uno de los yacimientos más orientales con evidencias neandertales, fue explorado inicialmente en 1962 con una intensificación de estudios tras los hallazgos significativos de 2003. Este sitio arqueológico, que tiene una profundidad de 10 metros distribuida en 22 unidades estratigráficas, ha revelado herramientas musterienses como núcleos de láminas, lascas unidireccionales, puntos mousterianos y formas Levallois. Estos artefactos indican una ocupación neandertal prolongada y repetida, utilizada principalmente como estación de caza y carnicería a corto plazo.
En 2003, los descubrimientos incluyeron seis piezas dentales y más de cien fragmentos craneales de un juvenil subadulto, designados Obi-Rajmat 1, o simplemente OR-1. Estos restos, que corresponden a un individuo Homo neanderthalensis, ofrecen perspectivas únicas sobre la variabilidad morfológica de la especie y resaltan la importancia del sitio en el estudio de los neandertales. La combinación de los restos óseos y las herramientas liticas proporciona una valiosa ventana a la vida y las adaptaciones de los neandertales en un contexto geográfico poco documentado.
Análisis detallado de los restos homininos y su cronología
Los fósiles desenterrados en 2003 fueron seis piezas dentales definitivas del maxilar izquierdo de un cráneo del que se encontraron hasta ciento veinte pequeños fragmentos, pertenecientes a un sub adulto. La dentición es claramente neandertal, sin embargo, los restos craneales podrían no encajar tan claramente en esta especie. Tienen gran parecido a los del cráneo de Teshik-Tash, encontrados sesenta y cinco años antes, en el mismo país.
Fue descrito cinco años después del descubrimiento, en 2008, por M. Glantz y otros. En el artículo se comparan los restos de homininos de la gruta de Obi-Rajmat y la cueva Anghilak, y se describen las herramientas muesterienses. Estas ubicaciones serían los descubrimientos neandertales más orientales encontrados hasta, al menos, mediados de la segunda década del siglo XXI.
Las dataciones que se han realizado en el yacimiento han utilizado distintas técnicas y han ofrecido distintos rangos de fechas, pero todos con una cierta coherencia entre ellos. Por ejemplo, la datación por series de uranio del travertino del estrato ofrece un intervalo entre 70 000 y 100 000 años y por medio de barrido de resonancia electrónica (ESR, del inglés electron spin resonance) entre 73 000 y 87 000 años al datarse dientes de ungulados en los estratos superior e inferior respectivamente.
Los restos dentales de OR-1 muestran claras características neandertales, como el taurodontismo, mientras que los fragmentos craneales presentan una morfología más ambigua que ha llevado a debates sobre su clasificación precisa dentro de los neandertales.
Implicaciones paleoantropológicas y análisis genético
El análisis de ADN mitocondrial revela que OR-1 comparte variaciones genéticas con neandertales de Europa y Asia Occidental, lo que sugiere una conexión poblacional reciente entre estas regiones, posiblemente facilitada por un período cálido alrededor de 125,000 años. Los hallazgos de Obi-Rajmat, junto con análisis comparativos de otros sitios, sugieren que los neardentales colonizaron Asia Central relativamente tarde. Este sitio contribuye significativamente al nuestro entendimiento de la dispersión y adaptación neandertal, así como a la complejidad de su comportamiento y tecnología en distintos paisajes ecológicos.